# هوسبيتال سنترال
Hospital Central هو مسلسل أسباني يعرض في قناة Telecinco. وقد تم تصويرة في مدينة مدريد
يحكي المسلسل قصة مجموعة من الأطباء والممرضين والأحداث اليومية التي يمرون بها في أحد المستشفيات الأسبانية. وقد تم عرض المسلسل للمرة الأولى في عام 2000 وهو مستمر إلى الآن 2010 خلال 18 موسما
وقد لاقى المسلسل نجاحا في إسبانيا.

## روابط خارجية
- هوسبيتال سنترال على موقع IMDb (الإنجليزية)
- هوسبيتال سنترال على موقع فيلمافينيتي (الإسبانية)
- هوسبيتال سنترال على موقع كينوبويسك (الروسية)
- هوسبيتال سنترال على موقع ألو سيني (الفرنسية)
- هوسبيتال سنترال على موقع قاعدة بيانات الفيلم (الإنجليزية)